# Dia do Orgulho Hétero
Os Dias do Orgulho Hétero são uma série de projetos de lei em prol da heterossexualidade. A ideia da efeméride surge como uma reação à aprovação da PL 122 e de datas comemorativas em prol dos direitos da população LGBT no Brasil.
Em São Paulo, ela foi proposta pelo vereador Carlos Apolinário, do Democratas (DEM), na Câmara Municipal de São Paulo. O projeto tinha como finalidade conceder os mesmos direitos que os grupos homossexuais conquistaram aos heterossexuais. Para Apolinário, compete à Prefeitura de São Paulo conscientizar e estimular a população a resguardar a moral e os bons costumes. Apolinário tinha, previamente, escrito colunas na Folha de S.Paulo e dado entrevistas contra a aprovação da PL 122.
Em 2021, o mesmo tipo de projeto também foi apresentado e aprovado em outras cidades e estados, como em Cuiabá[carece de fontes?], Brasília, e nos estados de Rio de Janeiro e de Paraíba. De acordo com colunistas e acadêmicos, projetos como o do Dia do Orgulho Hétero representam uma reação das alas mais conservadoras contra uma suposta afronta à heteronormatividade.

## Tramitação do projeto em São Paulo
O projeto de lei 294/2005 foi proposto pelo então vereador Carlos Apolinário (DEM-SP), tendo sido aprovado no dia 2 de agosto pela Câmara Municipal de São Paulo, e vetada no fim daquele mês por Gilberto Kassab, então prefeito da cidade de São Paulo.
Ao ser questionado sobre o projeto pelo jornal Folha de S.Paulo, o prefeito de São Paulo, Gilberto Kassab, declarou que a criação do Dia do Orgulho Hétero na cidade não incentivaria a homofobia. "É um projeto como outro qualquer", afirmou. Em 14 de agosto de 2011, em entrevista ao jornal Agora, Kassab voltou atrás e declarou que vetaria a criação do Dia do Orgulho Hétero. Segundo ele, o projeto é "despropositado", uma vez que: o heterossexual é maioria, não é vítima de violência, não sofre discriminação, preconceito, ameaças ou constrangimentos.
O projeto de lei foi aprovado no dia 2 de agosto de 2011, sem votação nominal. Manifestaram-se contra o projeto a bancada do Partido dos Trabalhadores (PT), formada por 11 vereadores, dois vereadores do Partido Comunista do Brasil (PCdoB) e, individualmente, os vereadores Claudio Fonseca (PPS), Claudio Prado (PDT), Gilberto Natalini (sem partido), Juscelino Gadelha (sem partido), Roberto Tripoli (PV) e Eliseu Gabriel (PSB). A aprovação do projeto de lei foi lamentada pelo vereador Ítalo Cardoso (PT), que citou exemplos para argumentar que o projeto faz uma possível apologia à violência. A Associação Brasileira de Gays, Lésbicas, Bissexuais, Travestis, Transexuais e Intersexos (ABGLT) pediu ao prefeito de São Paulo que vetasse o projeto, alegando que o Dia do Orgulho Gay tinha razões históricas.
Em 31 de agosto de 2011, conforme noticiado pelo portal G1, Kassab vetou o Projeto de Lei nº 294/2005, que instituía o Dia do Orgulho Hétero. Kassab enviou ao então presidente da Câmara Municipal de São Paulo, José Police Neto, as razões do veto, afirmando que o projeto de lei é "materialmente inconstitucional e ilegal, bem como contraria o interesse público". Para o prefeito, ao se associar a criação do Dia do Orgulho Heterossexual à defesa da moral e dos bons costumes, o autor do projeto quer dizer, por via contrária, que a homossexualidade seria contra a moral e os bons costumes.
O projeto de lei em São Paulo obteve repercussão internacional, sendo destaque nos sites das revistas estadunidenses The Advocate, Time, e Forbes.